# Русский (рассказ)
«Русский» (бел. «Рускі») — рассказ белорусского писателя Максима Горецкого. Произведение написано в 1915 году, впервые опубликовано в журнале «Полымя» в 1925 году. Образец антивоенной прозы.
События происходят в годы Первой мировой войны на российско-австрийском фронте. В произведении показано душевное состояние солдата-белоруса из Могилёвской губернии, который, находясь в бреду, называет себя Русским. Рассказ стал одним из первых в белорусской литературе, где автор погружается в сознание своего героя, используя приём потока сознания для описания психического состояния человека, решившегося на убийство.

## История
Произведение написано Максимом Горецким в 1915 году. Впервые опубликовано в первом номере журнала «Полымя» за 1925 год под названием «На імпэрыялістычнай вайне (З запісное кніжкі)». Как допускает исследовательница Ева Левонова, осознавая значение и универсальное звучание «Русского», автор отказался от первоначального намерения включить повествование в художественно-документальную книгу «На імперыялістычнай вайне», дав ему самостоятельную жизнь. Алесь Адамович подчеркнул, что до 1970-х годов рассказ был малоизвестен белорусскому читателю. В 1992 году повествование включено в издание серии «Школьная библиотека».
В 2013 году по мотивам повествования вышел короткометражный художественный фильм «Русский» режиссёра Виктора Аслюка. В 2016 году в Национальном академическом театре имени Янки Купалы прошла премьера спектакля «Две души» в постановке Николая Пинигина, в которую вошла сцена с братоубийством по мотивам рассказа. Произведение вошло в аудиокнигу «Две души», изданную компанией «BelTonMedia». Рассказ озвучил режиссёр Валерий Мазынский.
В отделе редких книг и рукописей Центральной научной библиотеки имени Якуба Коласа НАН Беларуси в фонде Максима Горецкого сохраняется копия повествования с правками писателя. Кроме машинописи, там есть вырезка из журнала, в которым было опубликовано произведение.

## Герои
- «Русский» — главный герой повествования. Солдат-белорус российской армии, земледелец из Могилёвской губернии. Его прозвали Русский, потому что он непрерывно кричит «Я русский!». Рассказчик отмечает, что он среднего возраста, широкоплечий, его глаза после убийства сделались маленькими, потерянными, в них видна боль.
- «Австрияк» — солдат австрийской армии, украинец[13]. Имеет жену и детей.
- Гермеер — доктор, немец из Двинска. Рассказчик отмечает, что его в армии не любят. Считает Русского симулянтом[14].
- Квятковский — доктор, белорус из Барановичей. Лечит Русского воздушными ваннами. Доктор говорит больному, что русский он или нет, «это не столь важно»[14]. Квятковский считает, что война есть война, а на войне солдат должен убивать врага[15].

## Сюжет
События происходят в годы Первой мировой войны на российско-австрийским фронте. Вместо введения рассказчик знакомит читателя с главным героем — солдатом-белорусом. До войны он был земледельцем, жил в Могилёвской губернии. Он часто ходит по усадьбам и огородам в поисках еды. Однажды в поисках картофеля солдат зашёл на нейтральную полосу и встретился с «австрияком». «Австрияк» сказал ему: «Руськый! Я маю горілку…» и поздоровался с ним. Два бойца положили ружья, вместе выпили водку, съели хлеб и закурили махорку. Водку солдаты пили из одного сосуда. После украинец сказал белорусу: «Чы веды менэ до Русіі, чы разойдэмся». Русский ответил, чтобы тот шёл к своим. После этого «австрияк» начал отходить. Однако Русскому «вдруг блиснуло в голове» и он сказал: «Э, што ж я за ваяка». После этих слов боец выстрелил в украинца. Когда Русский наклонился над «австрияком», то услышал от его такие слова: «Шчо ж цій москаль наробыв… Зостанэцца моя жынка и діты…». Последние слова свои он едва выдохнул, так как умирал, раскинув руки и ноги. Спросив у «австрияка», сколько у него детей, Русский услышал только «Діты», после чего украинец умер. Белорус попробовал ограбить убитого, но из-за дрожащих рук не смог. Испугавшись тёмной ночи, крестьянин ушёл к своим. Вскоре Русским овладела непонятная болезнь. Он лежал на земле с раскинутыми руками и ногами, и солдата положили в тыловой госпиталь. Там доктора пробовали лечить бойца, непрерывно кричавшего «Я рускі!».

## Проблематика
Максим Горецкий затрагивает в произведении проблемы самоопределения «малых» народов в составе Российской и Австро-Венгерской империй. Также показаны основные этические проблемы взаимоотношений между людьми. Писатель рассматривает вину, совесть, ответственность за свои поступки по библейским заповедям, а также народной мудрости. Нейтральная полоса между российскими и австрийскими позициями, где Русский убивает «австрияка», выступает как образ границы и порога, противопоставляется окопу.
Рассказчик сочувствует белорусу, который оказался на войне. До войны жизнь земледельца подчинялась нормам и правилам. Имперская пропаганда стремилась привить чувство ненависти к врагу, однако, наблюдая за украинцем, Русский видит, что он такой же человек: страдает от страха, любит водку, махорку и другие вещи. На сознание Русского с одной стороны давят нормы, которые освоены ещё с детства, а с другой — то, что он увидел. У главного героя начинает прогрессировать нервная болезнь.
Главной целью автора было показать душевное состояние главного героя. Описывая действия солдата, Горецкий использует такие слова: туляцца, поркацца, цягацца, капаўся, памаўзлівасць, что отрицательно говорит о Русском. Кроме глаголов также используются эвфемизмы и метафоры. Скорость мысли героя (когда солдат решил убить украинца, с которым только что спокойно находился вместе) автор описал глаголом «бліснула». По ходу повествования рассказчик называет бойца то солдатом-белорусом, то Русским, то обычным земледельцем с Могилёвской губернии, то несчастным человеком. Самого себя главный герой называет воякой. Солдат-украинец называет его москалём, а доктор Гермеер — симулянтом.
В произведении персонаж не назван собственным именем, что является одной из черт экспрессионистской литературы. В повествовании кроме создания символических образов также есть и другие черты экспрессионизма: доминирование мрачных красок, отсутствие конкретики, сопоставление несопоставимого. Автор показывает уродливость и бесстыдство Русского, когда он убивает «австрияка». Однако затем Русский испытывает страх, увидев тьму своей души. Любовь Глазман отметила, что в сознании солдата номинаций «белорус» и «украинец» нету, но читатели идентифицируют персонажей именно так. У самого убийцы появилась мысль о том, что каждый человек есть воплощение всего человечества.
Читатель повествования поставлен перед необходимостью подумать, почему солдат-белорус убил «австрияка», хотя он ему не угрожал. Мотивы поступка, как писал Михась Мушинский, на поверхности не лежат, их невозможно легко объяснить, тем более сам белорус этого до конца не осознал. На убийство другого человека повлияли духовная превратность Русского и его исконный страх перед начальством. Солдат побоялся, чтобы его не заподозрили в трусости. Он не осознавал то, что сделал, так как тёмное взяло верх над человеческим чувством.
Ольгерд Бахаревич разъясняет убийство «австрияка» Русским, во-первых, тёмной и иррациональной стороной его души, во-вторых, желанием, чтобы другие солдаты не заподозрили его в трусости, в-третьих, в жизни солдата не было времени подумать. Он же отмечает испытание человеческой моралью Русского в госпитале:
Его болезненный вопль «Я русский!» — попытка найти себе оправдание. Я русский — то есть «я имел право выстрелить, так как воюю в российской армии». Я русский — значит, «я не имею с тем, чужим, ничего общего». Я русский — значит, «мне можно». Я русский — значит, «я имел причину». Я русский — значит, «русские меня оправдают». Я русский — значит, «свой». Я русский — значит, «я не знаю, кто я».
По мнению Бахаревича, сцена убийства, когда Русский спрашивает украинца о количестве детей, свидетельствует о том, что он является человеком расчёта, который ведёт подсчёт всему.
Мушинский утверждает, что главный герой хочет найти себе оправдание, снимая тем самым личную вину. Автором повествования найдена психологическая деталь для раскрытия душевного состояния Русского. Своим возгласом этот солдат хочет присоединить себя к тем людям, которые воюют за Россию, за её интересы. Сам Русский свои мысли не выкладывает в завершённых формулировках. В произведении нету дидактики и морализаторства, что позволяет читателю поразмыслить над разницей между борьбой с врагом в ходе боя и убийством.
По мнению Олега Петровича, белорус самообманом пытается оправдать грех убийства. Комментатор сравнивает грех убийства Русским «австрияка» с грехом убийства Каином своего брата Авеля. Также Петрович считает, что образ Русского символизирует собой белорусский народ, который не осознаёт своё положение в мире. Украинец же показан человеком, который трезво оценивает своё место в мире. Он совершает только сознательные поступки. Образ «австрияка» символизирует собой европейские народы, которые избавились от фашизма и коммунизма.

## Оценки
Антон Адамович видит в произведении психологическое влияние Первой мировой войны, которое автор подчёркивает на примере обычного крестьянина. Михась Кенька считает повествование одним из лучших достижений белорусского писателя. В произведении автор протестует против войны, которая распоряжается судьбами миллионов людей. Писатель Ольгерд Бахаревич считает небольшое произведение «глубоким, как Марианская впадина», где нету никаких лишних слов. Алесь Адамович ставит повествование рядом с произведением «Одна ночь» Василия Быкова.
В работах, посвящённых Максиму Горецкому, авторы высоко оценивают его произведение. Неоднократно критики и литературоведы сравнивали рассказ со знаменитыми произведениями о Первой мировой войне иностранных прозаиков (Анри Барбюс, Эрнест Хемингуэй, Эрих Мария Ремарк и другие). Отмечается христианская идея в произведении. Мушинский видел сложность, противоречивость и необъяснимость внутреннего мира главного героя, благодаря чему произведение имеет высокий художественный уровень. В рассказе, события которого происходят в позднюю осень, ярко показан художественный талант писателя в колористике.
Андрей Хаданович посвятил ему один из выпусков на своём YouTube-канале, отметив, что произведение является примером европейской антивоенной прозы.